# Michael Alexander
Michael O'Donel Bjarne Alexander (Winchester, 19 de junio de 1936-Londres, 1 de junio de 2002) fue un deportista británico que compitió en esgrima, especialista en la modalidad de espada. Participó en los Juegos Olímpicos de Roma 1960, obteniendo una medalla de plata en la prueba por equipos.

## Palmarés internacional
| Juegos Olímpicos | Juegos Olímpicos | Juegos Olímpicos | Juegos Olímpicos   |
| Año              | Lugar            | Medalla          | Prueba             |
| ---------------- | ---------------- | ---------------- | ------------------ |
| 1960             | Roma (Italia)    | Medalla de plata | Espada por equipos |